# Mandelbrodt

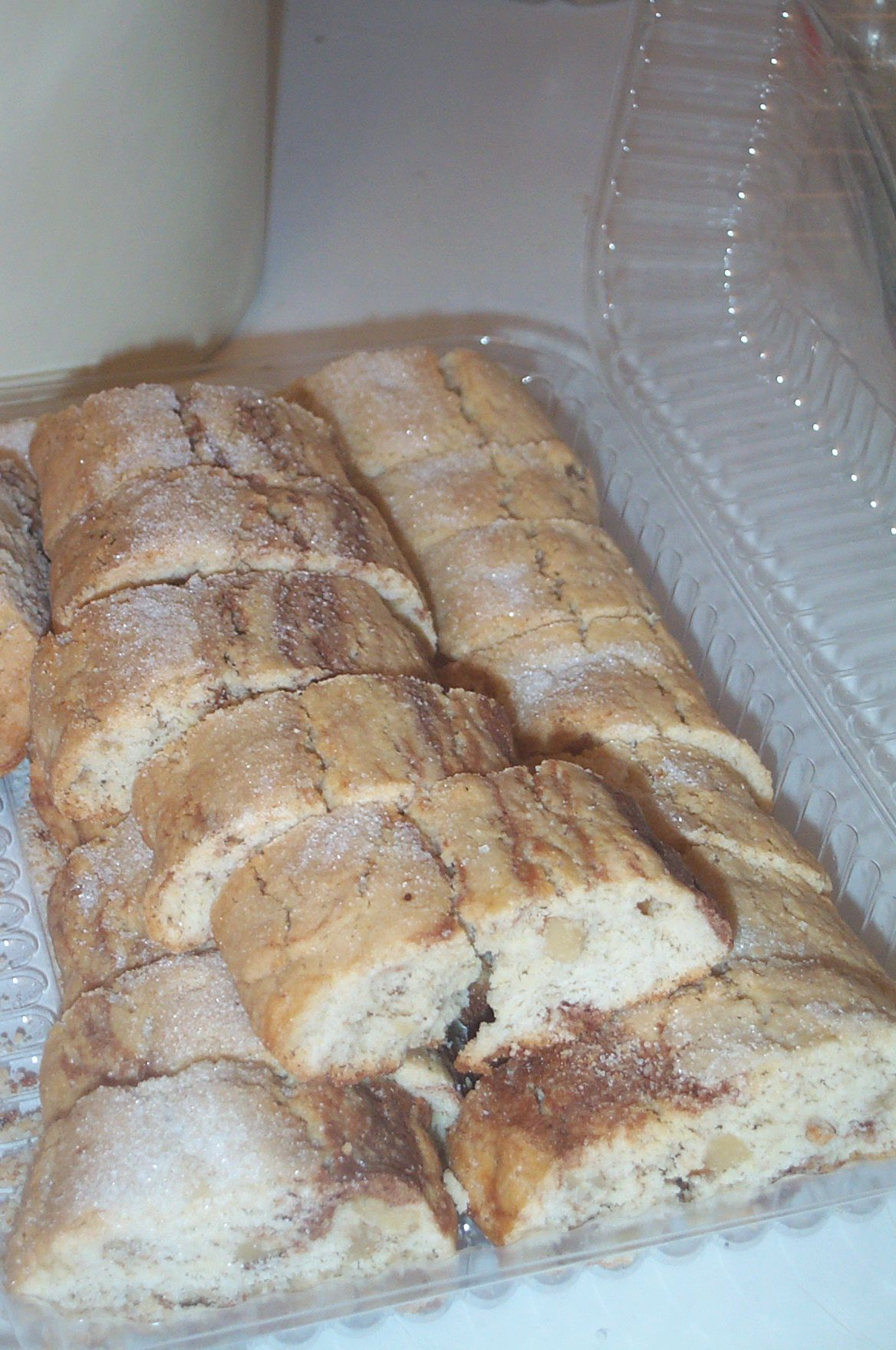
Rebanada cortada de mandelbrot.

El mandelbrodt o mandelbrot es un postre relacionado con los judíos del este de Europa. Significa literalmente ‘pan de almendra’, si bien puede hacerse también con otros ingredientes (cuando se emplean nueces, suele llamarse pan k'mish). Con frecuencia, pero no siempre, se hornea dos veces de forma similar al biscotti italiano, y suele dársele forma de rebanada, que se corta como el pan duro. En Ucrania se llama kamishbrot.
Su origen exacto se desconoce, así como su relación genérica con el biscotti, término puramente genérico que significa simplemente ‘galletas’.
El mandelbrodt es una galleta más sustanciosa que el biscotti normal. Sigue siendo ligero y crujiente, pero no tanto como el biscotti.